# Waleska (Georgia)
Waleska – miasto w Stanach Zjednoczonych, w stanie Georgia, w hrabstwie Cherokee.